# Крещёный Пакшин
Крещёный Пакшин — деревня в Мамадышском районе Татарстана. Входит в состав Красногорского сельского поселения.

## География
Находится в центральной части Татарстана на расстоянии приблизительно 9 км на юг-юго-запад от районного центра города Мамадыш.

## История
Известна с 1646 года. Относится к населённым пунктам с кряшенским населением.

## Население
Постоянных жителей было: в 1782 — 48 душ мужского пола, в 1859—112, в 1897—240, в 1908—304, в 1920—269, в 1926—263, в 1938—204, в 1949—695, в 1958—190, в 1970—273, в 1979—177, в 1989—115, в 2002 году 106 (татары 83 %, фактически кряшены), в 2010 году 77.